# 長崎県教育委員会
長崎県教育委員会（ながさきけんきょういくいいんかい）は、長崎県の教育委員会である。
長崎県庁舎の新築移転に伴い、2018年（平成30年）1月15日より、所在地が変更となった。

## 概要
長崎県内の教育に関する事務を所掌する行政委員会であり、6人の委員で構成される。近年は、学力向上、高校改革などの教育改革に取り組んでいる。
広義では、教育委員会の執行機関である教育委員会事務局（長崎県教育庁）を含めて、教育委員会と呼ぶこともある。教育委員会の事務の執行責任者であり、事務局の長である教育長は、教育委員会の委員を兼任する。2022年4月現在の教育長は中﨑謙司。教育長職務代理者は教育委員の廣田勲。

## 所在地
2018年（平成30年）1月15日より
- 〒850-8570（個別番号のため、郵便番号に変更はない）長崎県長崎市尾上町3番1号[3]（新長崎県庁舎内、北緯32度44分58.5秒 東経129度52分6.3秒）

## 組織
- 総務課 - 総務人事班、法務監察班、企画広報班、情報統計班、県立学校改革推進室
- 福利厚生室
- 教育環境整備課 - 総務助成班、県立学校施設班、県立学校管理班
- 教職員課 - 総務係、職員・免許班、給与第1班、給与第2班
- 義務教育課 - 総務助成班、義務教育班、小学校人事班、中学校人事班、児童生徒支援室
- 高校教育課 - 総務管理班、高校教育班、県立学校人事班
- 特別支援教育室
- 生涯学習課 - 総務管理班、社会教育推進班、県民学習推進班、新県立図書館整備室
- 学芸文化課 - 総務管理班、文化財班、教育文化班、全国高総文祭推進室
- 体育保健課 - 総務管理班、学校体育班、健康教育班、全国高総体推進班
- 競技力向上対策課 - 総務企画班、競技力向上班

## 長崎県教育センター
教職員の研修施設として大村市に長崎県教育センターが設置されている。教育センターが県庁所在地の長崎市ではなく大村市に設置されている理由は、大村市が地理的に長崎県の中央に位置していること、そして五島、壱岐、対馬などの離島と長崎県本土を結ぶ長崎空港が大村市にあるためである。研修期間が2日以上になる教職員のために宿泊棟を備えている。
教育センターに関する業務は上記組織中の高校教育課の総務管理班が担当する。
- 所在地 -  〒856-0834 長崎県大村市玖島一丁目24番2号（北緯32度53分48.9秒 東経129度57分19.1秒 / 北緯32.896917度 東経129.955306度）
- 組織 - 所長・副所長の下に以下の部・課・班がある。
  - 総務企画部 - 総務課、企画課（総合企画班・情報広報班）
  - 研修部 - 義務教育研修課、高校教育研修課、特別支援教育研修課、教育相談室

## 歴代教育長
- 田渕芳一
- 宮田藤臣（1971年4月～2年間）
- 竹下哲（1973年4月～1年間）
- 北島靖（1974年4月～2年間）
- 三村長年（1976年4月～4年間）
- 柴田芳男（1980年4月～2年間）
- 伊藤昭六（1982年4月～7年間）
- 吉次邦夫（1989年4月～2年間）
- 津浦義廣（1991年4月～3年間）
- 宮崎政宜（1994年4月～1年間）
- 中川忠（1995年4月～3年間）
- 山口啓二郎（1998年4月～1年間）
- 木村道夫（1999年4月～5年間）
- 立石暁（2004年4月～2年間）
- 横田修一郎（2006年4月～2年間）
- 寺田隆士（2008年4月～3年間）前・長崎県立長崎東中学校・高等学校校長（34年ぶりの教員出身の教育長）
- 渡辺敏則（2011年4月～3年間）前・長崎県地域振興部長　後・国立大学法人長崎大学監事
- 池松誠二（2014年4月～7年間）前・長崎県総務部長　後・国立大学法人長崎大学監事
- 平田修三（2021年4月～1年間）前・長崎県統括監　後・長崎県副知事
- 中﨑謙司（2022年4月～2年間）前・長崎県文化観光国際部長
- 前川謙介（2024年1月〜現職）前・長崎県文化観光国際部長